# Ralph Waldo Emerson
Ralph Waldo Emerson (født 25. maj 1803 i Boston, Massachusetts, USA, død 27. april 1882 i Concord, Massachusetts) var en amerikansk forfatter og filosof. En af de største fortalere for transcendentalismen.